# A Wizard, a True Star
Az 1973-as A Wizard, a True Star Todd Rundgren nagylemeze. Az album, elsősorban az első oldal egy medley, vagyis sok rövid dal alkot egy hosszú művet, miközben a dalok egymáshoz illeszkednek. A dalszövegek humorosak vagy épp hallucinációt örökítenek meg. Az album hossza (55:56) kitolta az LP-re rögzíthető zene korlátait, de ebből kifolyólag romlott a minőség. Rundgren ezért egy kézzel írt jegyzetet tett minden példányba, amely figyelmezteti a hallgatót, hogy hangosan hallgassa a lemezt. A borítót Arthur Wood festette.
Az amerikai pop albumlistán a 86. helyig jutott. Szerepel az 1001 lemez, amit hallanod kell, mielőtt meghalsz című könyvben.

## Az album dalai
| 1.  | International Feel                      | Todd Rundgren                          | 2:50 |
| 2.  | Never Never Land                        | Betty Comden, Adolph Green, Jule Styne | 1:34 |
| 3.  | Tic Tic Tic It Wears Off                | Rundgren                               | 1:14 |
| 4.  | You Need Your Head                      | Rundgren                               | 1:02 |
| 5.  | Rock & Roll Pussy                       | Rundgren                               | 1:08 |
| 6.  | Dogfight Giggle                         | Rundgren                               | 1:05 |
| 7.  | You Don't Have to Camp Around           | Rundgren                               | 1:03 |
| 8.  | Flamingo                                | Rundgren                               | 2:34 |
| 9.  | Zen Archer                              | Rundgren                               | 5:35 |
| 10. | Just Another Onionhead/Dada Dali        | Rundgren                               | 2:23 |
| 11. | When the Shit Hits the Fan/Sunset Blvd. | Rundgren                               | 4:02 |
| 12. | Le Feel Internacìonále                  | Rundgren                               | 1:51 |

| 1. | Sometimes I Don't Know What to Feel                                       | Rundgren | 4:16  |
| 2. | Does Anybody Love You?                                                    | Rundgren | 1:31  |
| 3. | Medley: I'm So Proud / Ooh Baby Baby / La La Means I Love You / Cool Jerk | Curtis Mayfield, Al Cleveland, William "Smokey" Robinson, Renaldo "Obie" Benson, William Hart, Thom Bell, Donald Storball | 10:34 |
| 4. | Hungry for Love                                                           | Rundgren | 2:18  |
| 5. | I Don't Want to Tie You Down                                              | Rundgren | 1:56  |
| 6. | Is It My Name?                                                            | Rundgren | 4:01  |
| 7. | Just One Victory                                                          | Rundgren | 4:59  |

## Közreműködők
- Todd Rundgren – ének, gitár
- Michael Brecker – szaxofon
- Randy Brecker – kürt
- Rick Derringer – gitár
- Mark "Moogy" Klingman – billentyűk
- Jean-Yves "Frog" Labat – szintetizátor
- Barry Rogers – harsona
- David Sanborn – szaxofon
- Ralph Schuckett – billentyűk
- John Siegler – akusztikus basszusgitár, cselló
- John Siomos – dob

## Fordítás
Ez a szócikk részben vagy egészben a A Wizard, a True Star című angol Wikipédia-szócikk ezen változatának fordításán alapul.  Az eredeti cikk szerkesztőit annak laptörténete sorolja fel. Ez a jelzés csupán a megfogalmazás eredetét és a szerzői jogokat jelzi, nem szolgál a cikkben szereplő információk forrásmegjelöléseként.